# Rhabdontolaimus carinthiacus
Rhabdontolaimus carinthiacus är en rundmaskart. Rhabdontolaimus carinthiacus ingår i släktet Rhabdontolaimus och familjen Diplogasteridae. Inga underarter finns listade i Catalogue of Life.